# Oststadt Theater
Das Oststadt Theater Mannheim (OTM) ist ein privates Boulevardtheater am Paradeplatz im Stadthaus N1 in Mannheim.
Das 1990 gegründete Theater war bis April 2014 in der Kunsthalle am Wasserturm beheimatet und bezog im Mai 2014 das neue Theater in N1. Zur Eröffnung der neuen Spielstätte mit 440 Sitzplätzen wurde am 16. Mai 2014 das Musical Non(n)sens gezeigt.
Der Spielplan enthält rund 150 Vorstellungen pro Jahr, wobei Komödien gezeigt werden.